# Sameakki Mean Chey
Huyện Sameakki Mean Chey (tiếng Khmer: ស្រុកសាមគ្គីមានជ័យ) là một huyện nằm ở tỉnh Kampong Chhnang, miền trung Campuchia.

## Hành chính
Huyện được chia thành 9 xã (khum) và 85 làng (phum).